# 肯薩台站
肯萨台站（英語：Kensal Rise station）是伦敦地上铁北伦敦线的一座车站，位于伦敦西北部的肯薩綠地，属于第2收费区，每小时有6对列车经过。

## 历史
本站开通于1873年，當時的名稱是肯薩綠地站，取代了1861年开通的位於本站和威爾斯登交匯站之間的肯薩綠地和哈利斯登站。本站距离1916年建成且位于沃特福德直流电铁线的肯薩綠地站约750米。为避免混淆，本站于1890年改为现在的名称。